# 天田有希子
天田 有希子（あまだ ゆきこ、1月10日 - ）は、日本の女性声優、ナレーター。神奈川県出身。ぷろだくしょんバオバブ所属。

## 人物
外画吹き替え、アニメ、ナレーションなど数多くの作品に出演。
資格は英検2級、着付け、普通自動車免許、医療事務。
特技は歌唱（英語、日本語）。
趣味は読書、映画鑑賞、音楽鑑賞。

## 出演
太字はメインキャラクター。

### テレビアニメ
- あたしンち（2003年 - 2009年、いちご〈2代目〉、女性B、女子B、良雄）
- NARUTO -ナルト-（2003年、コウジ）
- VIEWTIFUL JOE（2004年、ブルータウンの住人）
- ブラック・ジャック（2005年、生徒）
- クレヨンしんちゃん（2005年 -  2020年、男の子、高原くん、雨賀、テルノブ、よしお 他）
- ドラえもん（テレビ朝日版第1期）（2005年、少年D）
- 名探偵コナン（2005年 - 2016年、子供、女の子、ファン、慶徳かずり）
- 一騎当千 Dragon Destiny（2007年、馬謖幼常）
- 忍たま乱太郎（2008年 - 2025年[4]、川西左近〈3代目〉[5]、鬼の子、町の人）
- 青い瞳の女の子のお話（2009年、義男）
- ご姉弟物語（2009年、のりふみ）
- スティッチ! 〜ずっと最高のトモダチ〜（2010年、阿玉芳雄）
- エリアの騎士（2012年、ロシア代表4番）
- ドラえもん（テレビ朝日版第2期）（2018年、少年2、フクロウ）

### 劇場アニメ
- 劇場版アニメ 忍たま乱太郎 忍術学園 全員出動!の段（2011年、川西左近[6]）

### OVA
- アンパンマンとはじめよう! ひらがなであそぼう（2006年、青えのぐぼうや）

### Webアニメ
- 三ツ矢サイダーキャンペーン（エコルン・ミコルン）

### ゲーム
- アンパンマンのわくわくクレーンゲーム（2006年、ナレーション）
- マブラヴ オルタネイティヴ（2006年）
- 忍たま乱太郎 学年対抗戦パズル!の段（2010年、川西左近[7]）

### ドラマCD
- 忍たま乱太郎 ドラマCD シリーズ（2010年 - 2015年、川西左近）- 3作品[一覧 1]

### 吹き替え

#### 映画
- GOAL!
- 柔道龍虎房（シウモン）
- デッドコースター ※テレビ東京版
- マイ・ブラザー
- ラベンダー

#### アニメ
- ハイ!ハイ! パフィー・アミユミ（ピエール）
- マジック・スクール・バス（ティム）

### 映画
- ヤッターマン

### ナレーション
- タメドシ
- beポンキッキ（コーナーナレーション）

### 舞台
- スミセイおはなし広場オンステージ

### シリーズ一覧
1. ↑  『保健委員会の段』（2010年）、『二年生の段』（2014年）、『い組の段〜中巻〜』（2015年）